# La costanza trionfante degl'amori e de gl'odii
La costanza trionfante degl'amori e degl'odii és un dramma per musica d'Antonio Vivaldi amb llibret en italià d'Antonio Marchi.
L'òpera es va estrenar al Teatro San Moisè de Venècia durant el carnaval, el gener de 1716. Es va programar de nou al mateix teatre el carnaval de 1718, amb el títol Artabano, re de' Parti.

## Personatges
| Personatge | Tipus de veu           | Repartiment de l'estrena, 1716 (Director: -) |
| ---------- | ---------------------- | -------------------------------------------- |
| Farnace    | contralt (transvestit) | Rosa Mignati                                 |
| Olderico   | tenor                  | Carlo Antonio Mazza                          |
| Getilde    | contralt               | Rosa d'Ambreville                            |
| Eumena     | contralt               | Chiara Stella Cenacchi                       |
| Doriclea   | soprano                | Francesca Miniati                            |
| Tigrane    | contralt castrat       | Filippo Piccoli                              |
| Artabano   | tenor                  | Antonio Denzio                               |